# Изповед
Покаяние пренасочва насам.  За грузинския филм вижте Покаяние (филм).
Изповедта e признание на грях, грешни постъпки, към свещеник или по-висшестоящ монах като религиозна практика в множество религии. Изповедалня в католицизма (и при англиканската църква) е помещение, специално пригодено за изповядване на прегрешенията пред католическия свещеник.
Изповедта, наричана също покаяние, е един от обредите в авраамическите религии, а в православието, католицизма и англиканството и едно от тайнствата. Тя включва признаването на вече извършен грях, разкайването за него и намерението в бъдеще да не се извършват нови грехове.
В православието изповедта и покаянието за греховете се разбира повече като част от духовното развитие, отколкото от пречистването на душата. Грехът не се възприема като замърсяване на душата, а по-скоро като грешка, която трябва да се поправи.
В будистката традиция монасите правят задължително периодично изповеди пред по-висшестоящи монаси. В сутрите на Пали канона монасите Бхикшу правят своите изповеди директно пред Буда.